# 小行星236484
小行星236484（236484 Luchijen）是鹿林天文台在2006年3月28日發現的一顆主帶小行星。
該小行星以呂其潤命名，呂其潤是活躍的台灣業餘天文學家，天文網站星星工廠的廠長，台中市天文學會的主要創始人，和始於1996年，於每年11月中或下旬的週六下午至週日中午，在合歡山翠峰舉辦的STAR PARTY 星空饗宴的主辦人 （页面存档备份，存于）。